# Basketball Nymburk
Le Basketball Nymburk est un club de basket-ball tchèque, issu de Nymburk et possédant le plus beau palmarès du pays. L'équipe évolue en championnat tchèque.

## Noms successifs
- Depuis 2019 : ERA Basketball Nymburk
- 2004 - 2019 : ČEZ Basketball
- 2002 - 2004 : BK ECM
- 1998 - 2002 : BK GA
- 1950 - 1998 : Lokomotiva
- 1945 - 1950 : Sokol
- 1939 - 1945 : SK Zeleznicari

## Palmarès
- Champion de République tchèque : 2004, 2005, 2006, 2007, 2008, 2009, 2010, 2011, 2012, 2013, 2014, 2015, 2016, 2017, 2018, 2019, 2021, 2022, 2024.
- Coupe de République tchèque : 2004, 2005, 2007, 2008, 2009, 2010, 2011, 2012, 2013, 2014, 2017, 2018, 2019, 2020, 2021, 2024.

## Joueurs et personnalités du club

### Entraîneurs
- 2003-2006 :  Michal Ježdík
- 2006-2010 :  Muli Katzurin
- 2010-2013 :  Ronen Ginzburg
- 2013-2015 :  Kęstutis Kemzūra
- 2015-2017 :  Ronen Ginzburg
- 2017-2021 :  Oren Amiel (en)
- 2021-2022 :  Aleksander Sekulić
- 2022 :  Roberts Štelmahers
- 2022-2023 :  Ladislav Sokolovský
- 2023-2025 :  Francesco Tabellini
- depuis 2025 :  Oren Amiel (en)

### Joueurs célèbres ou marquants
- Pavel Beneš 4 saisons : 2004-2008
- Maurice Whitfield 4 saisons : 2002-2006
- Jiří Zídek 2 saisons : 2003-2005
- Pavel Pumprla 2 saisons : 2009-2012
- Radoslav Rančík 1 saison : 2005-2008
- Vladimir Štimac 1 saison : 2011
- Michael Meeks 1 saison : 2006-2007
- Afik Nissim 1 saison : 2010-2011
- Gintaras Einikis 1 saison : 2005-2006
- Darius Washington 1 saison : 2006-2007
- Robert Tomaszek 1 saison : 2008-2009
- Guillermo Díaz 1 saison : 2006-2007
- Goran Jagodnik 1 saison : 2008-2009
- Lamayn Wilson 1 saison : 2011-2012
- Adam Koch 1 saison : 2010-2011
- Terrell Everett 1 saison : 2006-2007
- Ron Lewis 1 saison : 2009-2010
- Blake Schilb 2 saisons : 2007-2009
- Myles McKay 1 saisons : 2010-2011
- Chester Simmons 2 saisons : 2010-2012

## Logos

Historique des logos du Basketball Nymburk
Logo actuel